# Les Têtes givrées
Pour plus de détails, voir Fiche technique et Distribution.
Les Têtes givrées est une comédie dramatique française réalisée par Stéphane Cazes et sortie en 2022.

## Synopsis
Au pied du Mont Blanc se trouve un collège où les élèves de SEGPA ne montrent aucune motivation ou intérêt pour les trucs de la vie. Leur quotidien est complètement ennuyeux et médiocre. Pour changer ça, Alain, leur professeur, décide d’organiser une périlleuse excursion pour explorer l’intérieur d’un glacier.
Là, les élèves découvrent un monde complètement différent qui les fascine. Cependant, dans cette excursion ils découvrent qu’à cause du réchauffement climatique, ce paysage magnifique pourrait disparaître. Si personne n’agit, le glacier pourrait fondre. Pour éviter ça, les élèves, accompagnés de leur professeur, se lancent dans une grosse aventure pour protéger le glacier et empêcher qu’il disparaisse. Ils doivent lutter pour compléter ce projet scolaire qui peut sauver la planète. 

## Fiche technique
Sauf indication contraire, les informations mentionnées dans cette section peuvent être confirmées par la base de données cinématographiques IMDb,  présente dans la section « Liens externes ».
- Titre original : Les Têtes givrées
- Réalisation : Stéphane Cazes
- Scénario : Stéphane Cazes et Isabelle Fontaine (co-scénariste)
- Musique : Mathieu Lamboley
- Décors : Nicolas Migot
- Costumes : Nadia Chmilewsky
- Photographie : Thierry Pouget
- Montage : Jeanne Kef
- Production : Yves Darondeau et Emmanuel Priou
  - Coproduction : Mikael Govciyan, Beata Saboova, Bastien Sirodot, Nathalie Toulza Madar
- Société de production : Bonne Pioche, en coproduction avec TF1 Studio, UGC, France 3 Cinéma et UMédia
- Sociétés de distribution : UGC Distribution et TF1 Studio (France)
- Pays de production :  France
- Langue originale : français
- Format : couleur — 2,35:1
- Genre : comédie dramatique
- Durée : 102 minutes
- Dates de sortie :
  - France : 10 novembre 2022 (Arras Film Festival) ; 8 février 2023 (en salles)
  - Belgique : 15 mars 2023

## Distribution
Les adultes :
- Clovis Cornillac : Alain Faillet
- Claudia Tagbo : Béatrice Lombel, la principale
- Laurent Bateau : Pascal, le maire
- Gabrielle Atger : Noémie

Les élèves :
- Marwa Merdjet Yahia : Margaux
- Malonn Lévana : Déborah
- Betina Flender : Inès
- Shirel Nataf : Julia
- Maïssa Diawara : Candice
- Louis Durant : Nathan
- Matteo Salamone : Thibaud
- Anthony Guignard : Siméon
- Raphaël Lemelle : Justin

## Production
Le film a été tourné dans la région de Chamonix, et pour une scène, dans une cavité sous-glaciaire de la Mer de Glace, avec une descente dans un moulin.

## Accueil

### Accueil critique
En France, le site Allociné donne la note de 3.0⁄5, après avoir recensé 9 critiques de presse.

### Box-office
Pour son premier jour d'exploitation en France, Les Têtes givrées a réalisé 13 279 entrées, dont 7 628 en avant-première, pour un total de 1 085 séances proposées. En comptant l’ensemble des billets vendus pendant ce premier jour, le film se positionne en cinquième place du box-office des nouveautés pour sa journée de démarrage, derrière Zodi et Téhu, frères du désert (16 690) et devant La Grande magie (10 016).
| Pays ou région | Box-office      | Date d'arrêt du box-office | Nombre de semaines |
| -------------- | --------------- | -------------------------- | ------------------ |
| France         | 119 487 entrées | 4 avril 2023               | 8                  |
| Total mondial  | 633 459 $       | -                          | -                  |

## Distinctions

### Sélections
- Arras Film Festival 2022
- Festival international du film de comédie de l'Alpe d'Huez 2023 : sélection officielle
- Festival International du Film Ecologique et Social de Cannes 2024 : Prix Jeunesse et Prix du Public